# Conjuntos hereditariamente finitos
Na matemática e na teoria dos conjuntos, os conjuntos hereditariamente finitos são definidos como conjuntos finitos cujos elementos são todos conjuntos hereditariamente finitos.

## Definição formal
Uma definição recursiva de conjuntos hereditariamente finitos bem-fundados é a seguinte:
Caso base: o conjunto vazio é um conjunto hereditariamente finito.
Regra de recursão: se a1,...,ak são hereditariamente finitos, então {a1,...,ak} também é.
O conjunto de todos os conjuntos hereditariamente finitos bem fundados é designado Vω. Se denotarmos por ℘(S) o conjunto das partes de S, Vω também pode ser construído tomando primeiro o conjunto vazio V0={\displaystyle \emptyset } , e então V1 = ℘(V0), V2 = ℘(V1),..., Vk = ℘(Vk−1),... e finalmente
{\displaystyle \bigcup _{k=0}^{\infty }V_{k}=V_{\omega }.}